# Норвегия на «Евровидении-1961»
Норвегия приняла участие на Евровидении 1961, проходившем в Каннах, Франция. Её вновь представила Нора Брокстедт, на этот раз с песней «Sommer i Palma», выступавшая под номером 12. В этом году страна получила 10 очков, заняв седьмое место. Комментатором конкурса от Норвегии в этом году стал Лейф Рустэд, а глашатаем — Митт Дженсон.

## Национальный отбор[3][4]
| Номер | Артист 1       | Артист 2       | Песня                    | Баллы | Место |
| ----- | -------------- | -------------- | ------------------------ | ----- | ----- |
| 1     | Svein Nilsen   | Нора Брокстедт | «Snu deg om»             | 64    | 2-е   |
| 2     | Грюнет Мольвиг | Sølvi Wang     | «Far cha-cha»            | 57    | 4-е   |
| 3     | Per Asplin     | Svein Nilsen   | «S'il vous plaît»        | 59    | 3-е   |
| 4     | Sølvi Wang     | Грюнет Мольвиг | «Ingen blomster til meg» | 55    | 5-е   |
| 5     | Нора Брокстедт | Per Asplin     | «Sommer i Palma»         | 70    | 1-е   |

Финал национального отбора состоялся 18 февраля 1961 года в телестудии NRK в Осло, организованный компанией Erik Diesen & Odd Gythe. Песня была исполнена дважды разными артистами, сначала с маленьким оркестром, затем — с большим. Песни оценивало жюри, состоящее из 10 человек. Победителем стала песня «Sommer i Palma», а в качестве исполнителя выбрана Нора Брокстедт, представлявшая страну в прошлом году.

## Страны, отдавшие баллы Норвегии
Каждая страна имела жюри в количестве 10 человек, каждый человек мог отдать очко понравившейся песне.
| Отдали Норвегии… | Отдали Норвегии… | Отдали Норвегии…        |
| 5 баллов         | 2 балла          | 1 балл                  |
| ---------------- | ---------------- | ----------------------- |
| Бельгия          | Финляндия        | Дания Югославия Испания |

## Страны, получившие баллы от Норвегии
| 8 баллов | Дания   |
| 2 балла  | Испания |